# Miagrammopes simus
Miagrammopes simus är en spindelart som beskrevs av Chamberlin och Ivie 1936. Miagrammopes simus ingår i släktet Miagrammopes och familjen krusnätsspindlar.
Artens utbredningsområde är Panama. Inga underarter finns listade i Catalogue of Life.